# Constantin Budescu
Constantin Valentin Budescu, né le  19 février 1989 à Manasia, est un footballeur international roumain, qui joue en première division roumaine pour le FC Voluntari.

## Biographie

### Carrière en club
Le 31 août 2014, il inscrit un triplé en championnat face au club de l'Universitatea Craiova.

### Carrière internationale
Il joue son premier match en équipe nationale le 4 septembre 2015 contre la Hongrie, lors d'une rencontre comptant pour les éliminatoires de l'Euro 2016.

## Palmarès
- Champion de Roumanie en 2016 avec l'Astra Giurgiu
- Vainqueur de la Coupe de Roumanie en 2014 avec l'Astra Giurgiu
- Vainqueur de la Supercoupe de Roumanie en 2014 avec l'Astra Giurgiu
- Élu Footballeur roumain de l'année en 2017